# Gracie Allen
Gracie Allen właśc. Grace Ethel Cecile Rosalie Allen (ur. 26 lipca 1895 w San Francisco, zm. 27 sierpnia 1964 w Los Angeles) – amerykańska aktorka filmowa, najbardziej znana z filmów: Szkoła humoru i Kłopoty małej pani oraz tuzina krótkometrażówek z pierwszej połowy lat 30. XX wieku.

## Filmografia
W całej 35-letniej karierze wystąpiła łącznie w: 12 filmach krótkometrażowych, 17 produkcjach fabularnych i 3 serialach telewizyjnych.

### Krótkometrażowe
- 1929: Lambchops (komedia: czas – 8')
- 1930: Fit to Be Tied (komedia: 10')
- 1931: Pulling a Bone (komedia: 10')
- 1931: The Antique Shop (komedia: 9')
- 1931: Once Over, Light (komedia: 10')
- 1931: 100% Service (komedia: 11')
- 1931: Oh, My Operation (komedia: 10')
- 1932: The Babbling Book (komedia: 11')
- 1932: Patents Pending (komedia: 10')
- 1932: Your Hat (komedia: 10')
- 1933: Let's Dance (komedia: 11')
- 1933: Walking the Baby (komedia: 10')

### Długometrażowe (wybór)
- 1931: Stuprocentowy serwis jako ona sama
- 1932: Wielka transmisja (musical: 80') jako Gracie
- 1933: Szkoła humoru jako Gracie
- 1937: Kłopoty małej pani jako Gracie
- 1944: Dwie dziewczyny i żeglarz jako ona sama

### Seriale TV
- 1950-1958: The George Burns and Gracie Allen Show (serial telewizyjny) jako Gracie Allen

Sześciokrotnie (w latach: 1955-1959) nominowana do nagrody Emmy za serial The George Burns and Gracie Allen Show.

## Życie osobiste
Urodziła się w Grace Ethel Cecile Rosalie Allen w San Francisco (Kalifornia), córka George'a Allena, irlandzkiego tancerza i minstrela oraz Margaret Darragh. Rok jej urodzenia podano dopiero w 1906 roku, ale amerykański spis powszechny z 1900 r. potwierdza datę 1895 r. Gracie była piątym dzieckiem rodziny i czwartą córką. Jakiś czas po 1900 roku ojciec Allen opuścił rodzinę, a jej matka poślubiła Edwarda Pidgeona, kapitana policji z San Francisco.
Allen 7 stycznia 1926 r. poślubiła aktora i scenarzystę George'a Burnsa, z którym pozostawała w związku małżeńskim aż do śmierci. Zmarła na atak serca.

## Znaki szczególne
Jej znakiem szczególnym był kolor oczu: jedno było niebieskie, drugie – zielone.